# Uncle Howie Records
Pour les articles homonymes, voir Howie.
Uncle Howie Records est un label discographique indépendant américain, spécialisé dans le hip-hop. Il est fondé en 1998 par le rappeur Ill Bill. Uncle Howie Records se compose désormais de Non Phixion, Ill Bill, Sabac Red, Goretex et DJ Eclipse. Ils signent plusieurs albums 12" underground tels que Q-Unique, Immortal Technique, E-Dot, Steven King ou encore Cyn Roc. 

## Histoire
Uncle Howie Records est fondé en 1998 par le rappeur Ill Bill, et tient son nom de Howie, l'oncle polytoxicomane d'Ill Bill et de son frère Necro. Uncle Howie Records n'était qu'une inscription imprimée sur les singles 12" de Non Phixion.
En 2003, le single Industrial Revolution du rappeur Immortal Technique, publié par Uncle Howie Records, atteint la 50e place du classement Billboard. En juin 2004, Uncle Howie Records annonce la publication du second album de Non Phixion, Nuclear Truth, avec Necro et DJ Premier à la production et la participation de Large Professor et Pete Rock. Uncle Howie Records annonce aussi le premier album solo, Vengeance Is Mine, de Q-Unique (Ex-Arsonists) au mois d'août. Le 21 octobre 2008, Ill Bill publie son album The Hour of Reprisal, suivi d'un format vinyle.
En mars 2010, Ill Bill annonce le décès de son oncle Howard Tenenbaum (Uncle Howie) sur Twitter. Le label publie le double-CD The Halftime Show: 89.1 FM WNYU - 10/7/09: Mr. Magic Tribute Show de DJ Eclipse & DJ Skizz: le 2 mars 2010. Le 10 février 2015, Uncle Howie Records publie le triple-vinyles The Future Is Now (Ultimate Edition) de Non-Phixion.

## Discographie

### Albums studio
- DJ Eclipse - The Halftime Show June 29th, 2005
- DJ Eclipse - The Halftime Show July 13th, 2005
- Goretex - The Art of Dying
- Goretex - The Art of Dying Instrumentals
- Ill Bill - The Early Years
- Ill Bill - What's Wrong With Bill?
- Mr. Hyde - Barn Of The Naked Dead
- Necro - aka The Sexorcist
- Necro - Brutality
- Necro - Brutality Part 1 Instrumentals
- Necro - Gory Days CD/DVD
- Necro - I Need Drugs
- Necro - The Pre-fix for Death
- Necro - The Pre-fix for Death Instrumentals
- Necro and Ill Bill - Street Villains
- Necro and Ill Bill - Street Villains, Vol. 2
- Non Phixion - The Future Is Now 2 CD Set
- Non Phixion - Green CD/DVD
- Q-Unique - Vengeance Is Mine
- Q-Unique - Mixture
- Sabac - Sabacolypse
- Sabac - Sabacolypse Instrumentals

### Singles
- Block McCloud - No You Won't
- E-Dot - My All
- E-Dot - The Way I Live
- Goretex - JMT: Kublai Khan
- Ill Bill - God Is An Atheist
- Ill Bill - Anatomy of a School Shooting
- Ill Bill - Troy Dunnit: Let's Go
- Ill Bill - DJ Eli: Who's The Best
- Ill Bill - DJ JS1: License to Ill
- Immortal Technique - Industrial Revolution
- Immortal Technique - The Point of No Return
- Mr. Hyde - Say My Name
- Non Phixion - 5 Boros
- Non Phixion - 5 Boros Remix
- Non Phixion - Black Helicopters
- Non Phixion - Caught Between Worlds
- Non Phixion - I Shot Reagan
- Non Phixion - Rock Stars
- Non Phixion - Sleepwalkers
- Non Phixion - Legacy
- Non Phixion - Drug Music
- Non Phixion - Obscure Disorder: 2004
- Q-Unique - The Ugly Place
- Q-Unique - One Shot
- Sabac - Organize

### LP/EP
- DJ Eclipse - Fractured Breaks 1
- DJ Eclipse - Fractured Breaks 2
- DJ Eclipse - Remixes Circa '94
- Goretex - The Art Of Dying
- Ill Bill - Howie Made Me Do It/2 LP
- Ill Bill - What's Wrong With Bill
- Mr. Hyde - Barn Of The Naked Dead
- Necro - Pre-fix For Death/2 LP
- Non Phixion - The Future Is Now/2 LP
- Non Phixion - The Future Is Now Instrumentals
- Q-Unique - Vengeance Is Mine/2 LP
- Q-Unique - Vengeance Is Mine Instrumentals/2 LP
- Sabac - Sabacolypse/2 LP